# Сухой Сал
Сухой Сал (устар. Сухой Балк) — пересыхающая река в Республике Калмыкия, течёт по территории Сарпинского района.
На левом берегу реки расположен посёлок Ик Заргакин. Сухой Сал впадает в реку Кара-Сал чуть выше посёлка Салын-Тугтун. Выше точки слияния с Сухим Салом река Кара-Сал носит название Хамхурка. Длина — 16 км. Площадь бассейна 307 км². Высота истока — 124 м над уровнем моря. Высота устья — 70 м над уровнем моря.

## Данные водного реестра
По данным государственного водного реестра России относится к Донскому бассейновому округу, водохозяйственный участок реки — Сал, речной подбассейн реки — Бассейн притоков Дона ниже впадения Северского Донца. Речной бассейн реки — Дон (российская часть бассейна).